# Joseph Mérilhou
Joseph Mérilhou est un avocat et homme politique français né à Montignac (Dordogne) le 15 octobre 1788 et mort à Neuilly-sur-Seine (Hauts-de-Seine) le 18 octobre 1856. D'opinions libérales, il fut notamment ministre de l'Instruction publique et des Cultes puis ministre de la Justice dans le gouvernement de Jacques Laffitte (1830-1831).

## Biographie
Fils de Jean Mérilhou, assesseur du juge de paix de Sarlat, et de Madeleine Desmond, Joseph Mérilhou fit des études classiques à Périgueux puis fit son droit dans la capitale et fut reçu comme avocat au barreau de Paris où il se spécialisa dans le droit commercial. Nommé magistrat sous l'Empire en qualité de conseiller auditeur à la cour impériale (4 février 1814), il fut maintenu provisoirement en fonctions à la cour royale sous la première Restauration et siégea dans l'une des chambres criminelles. Rapporteur lors du procès intenté à Lazare Carnot   à propos de son Mémoire au Roi, il conclut au non-lieu. Pendant les Cent-Jours, il fut nommé substitut du Procureur général à la cour impériale de Paris.

### Un brillant avocat libéral sous la Restauration
À la seconde Restauration, il fut destitué, dut quitter la capitale pendant quelque temps et se réinscrivit au barreau. Il se signala par ses prises de position libérales. En 1817, il défendit Comte et Dunoyer, rédacteurs du Censeur, poursuivis devant le tribunal correctionnel et participa à la fondation de la Société des amis de la liberté de la presse. Il défendit devant la cour d'assises de Paris les frères Duclos, accusés d'avoir pris part à la Conspiration de l'épingle noire. Il défendit également Arnold Scheffer, Brissot, Feret, cherchant à démontrer, dans chacune de ses plaidoiries, la nécessité de mettre les institutions de la France en harmonie avec ce qu'il estimait être l'esprit de la Charte. Le 14 juillet 1819, il remporta la première cause plaidée devant un jury, celle de Gossuin, éditeur de la Bibliothèque historique. Il défendit la Tribune de la Gironde et le Courrier français (1825 et 1829).
Membre d'une société chargée de porter secours aux personnes incarcérées en détention préventive, il fut poursuivi de ce chef et fut défendu par Dupin aîné et acquitté le 23 juin 1820. Membre notoire de la Charbonnerie, il appartint successivement à la « haute vente » puis à la « vente suprême ». Il défendit Bories, l'un des quatre sergents de La Rochelle (août 1822) ; c'est à lui que fit allusion l'avocat général Marchangy lorsqu'il affirma dans son réquisitoire : « Ici les véritables coupables ne sont pas accusés, mais bien sur les bancs des avocats. » 
Secondant les attaques de Montlosier contre le « parti prêtre », il fut l'un des signataires de la Consultation du 1er août 1826. Il s'opposa violemment au ministère Polignac, préconisant la grève de l'impôt et ce fut grâce à sa plaidoirie que, le 28 juillet 1830, le Tribunal de commerce de Paris ordonna l’impression des journaux malgré les ordonnances de Saint-Cloud.
En 1830 il acquiert le château de Losse proche de Montignac.

### Une brève carrière ministérielle sous la monarchie de Juillet

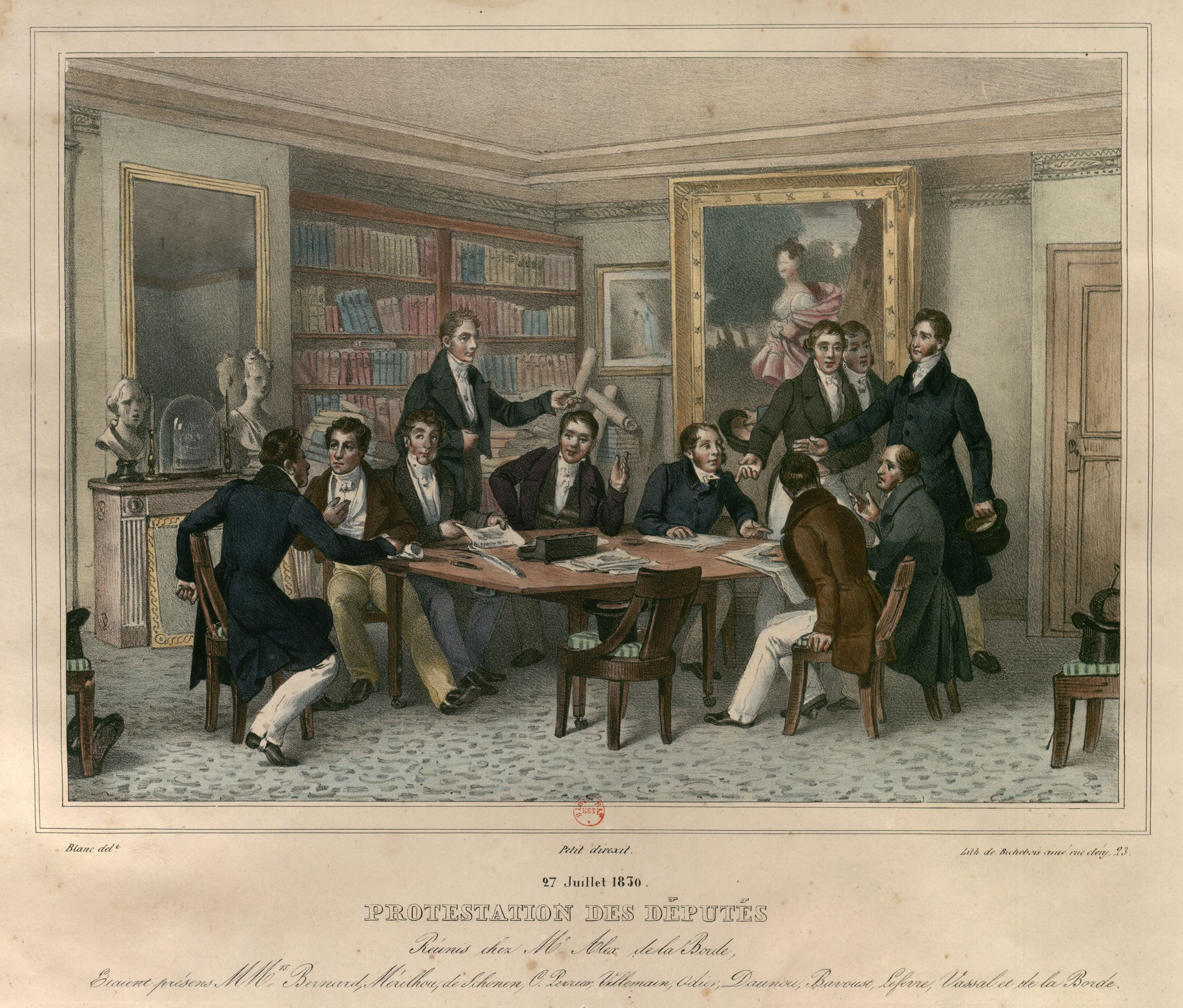
Protestation des députés réunis chez Alexandre de Laborde, le 27 juillet 1830.

Il prit une part active aux Trois Glorieuses (27-29 juillet 1830), et fut notamment adjoint à la commission municipale provisoire chargée d'administrer la capitale (29 juillet 1830), après quoi il fut nommé secrétaire général provisoire du ministère de la Justice (31 juillet 1830) pendant trois mois et nommé parallèlement conseiller d'État le 20 août 1830. Il renouvela les parquets et les justices de paix, supprima le ministère d'État et la caisse du sceau des titres, et fit voter la loi du 11 octobre 1830 abolissant la loi de 1825 dite « du sacrilège », qui punissait de mort les profanateurs d'hosties consacrées.
Il fut nommé ministre de l'Instruction publique et des Cultes et, parallèlement, ministre présidant le conseil d'État, dans le gouvernement de Jacques Laffitte le 2 novembre 1830. En lui confiant la responsabilité des Cultes, Laffitte entendait donner des gages à la fraction la plus anti-religieuse de sa majorité, mais celle-ci fut déçue par le nouveau ministre : « M. Mérilhou, dit la Biographie des Hommes du jour, qui pendant quinze années avait fait la guerre aux Jésuites, qui dans toutes les circonstances avait poursuivi et attaqué la congrégation avec la plus grande vigueur, laissa tout en place ». Il supprima néanmoins la Société des missions de France et réunit au domaine de l'État la maison du Mont Valérien, qui en était le chef-lieu. Il fit prendre une ordonnance prescrivant la détention de titres universitaires pour accéder aux différents grades de la hiérarchie catholique.
Le 27 décembre 1830, à la suite de la démission de Dupont de l'Eure, grande figure républicaine, il accepta de le remplacer comme ministre de la Justice, fonction qu'il occupa jusqu'au 8 mars 1831, date à laquelle il démissionna, estimant le ministère insuffisamment favorable au mouvement. Celui-ci devait toutefois tomber le 13 mars, de sorte que la démission de Mérilhou ne fut acceptée par le roi qu'en même temps que celle de ses collègues.
Il refusa d'être nommé à la Cour de cassation et, élu député libéral par quatre collèges électoraux le 5 juillet 1831, il opta pour Sarlat-la-Canéda (Dordogne). Il fit partie de l'opposition modérée. Il vota pour l'abolition de l'hérédité de la pairie, et présenta un amendement, qui fut repoussé, tendant à flétrir les ordonnances sur l'état de siège après les évènements des 5 et 6 juin. Il adhéra au Compte-rendu de 1832, s'exprima contre l'emprunt grec, contre les dangers de l'influence russe, et contre le projet de loi sur les associations (1834).
Le 21 avril 1832, il finit par accepter de devenir conseiller à la Cour de cassation et, conformément à la loi sur la réélection des députés nommés à des fonctions publiques, se fit réélire à Sarlat. Il perdit son siège en 1834 et fut nommé pair de France le 5 octobre 1837. Devant la Chambre des pairs, il fut rapporteur dans l'affaire de l'insurrection du 12 mai 1839 et participa aux travaux de la commission chargée d'élaborer un nouveau projet de code militaire (1842) et de celle chargée de la réforme de la législation hypothécaire (1845).
Révoqué de la Cour de cassation en 1848, il fut réintégré dès 1849. Il fut grand officier de la Légion d'honneur.
Il est l'auteur d'une Notice sur la vie et les ouvrages de Mirabeau, publiée en tête de l'édition de son Essai sur le despotisme de 1835.

### Sources
- « Joseph Mérilhou », dans Adolphe Robert et Gaston Cougny, Dictionnaire des parlementaires français, Edgar Bourloton, 1889-1891 [détail de l’édition]
- Benoît Yvert (dir.), Dictionnaire des ministres de 1789 à 1989, Paris, Perrin, 1990, p. 159